# Succursale Chiba de la JR East
 (octobre 2023).
Le contenu est difficilement compréhensible vu les erreurs de traduction, qui sont peut-être dues à l'utilisation d'un logiciel de traduction automatique.
La succursale de Chiba de la JR East est une succursale régionale de East Japan Railway Company (JR East). Elle a hérité de la zone sous la juridiction du Bureau de gestion ferroviaire de Chiba des chemins de fer nationaux japonais (JNR).
De plus, JR East a consolidé le site Web officiel de la succursale de 2020 à 2021, mais cette succursale, comme les succursale de Tokyo et succursale d'Omiya , n'avait pas mis en place de site Web officiel de la succursale avant cette date.

## Emplacement de la succursale
L'emplacement de la succursale se situe au 2-23-3 Benten, Chuo-ku, ville de Chiba , préfecture de Chiba

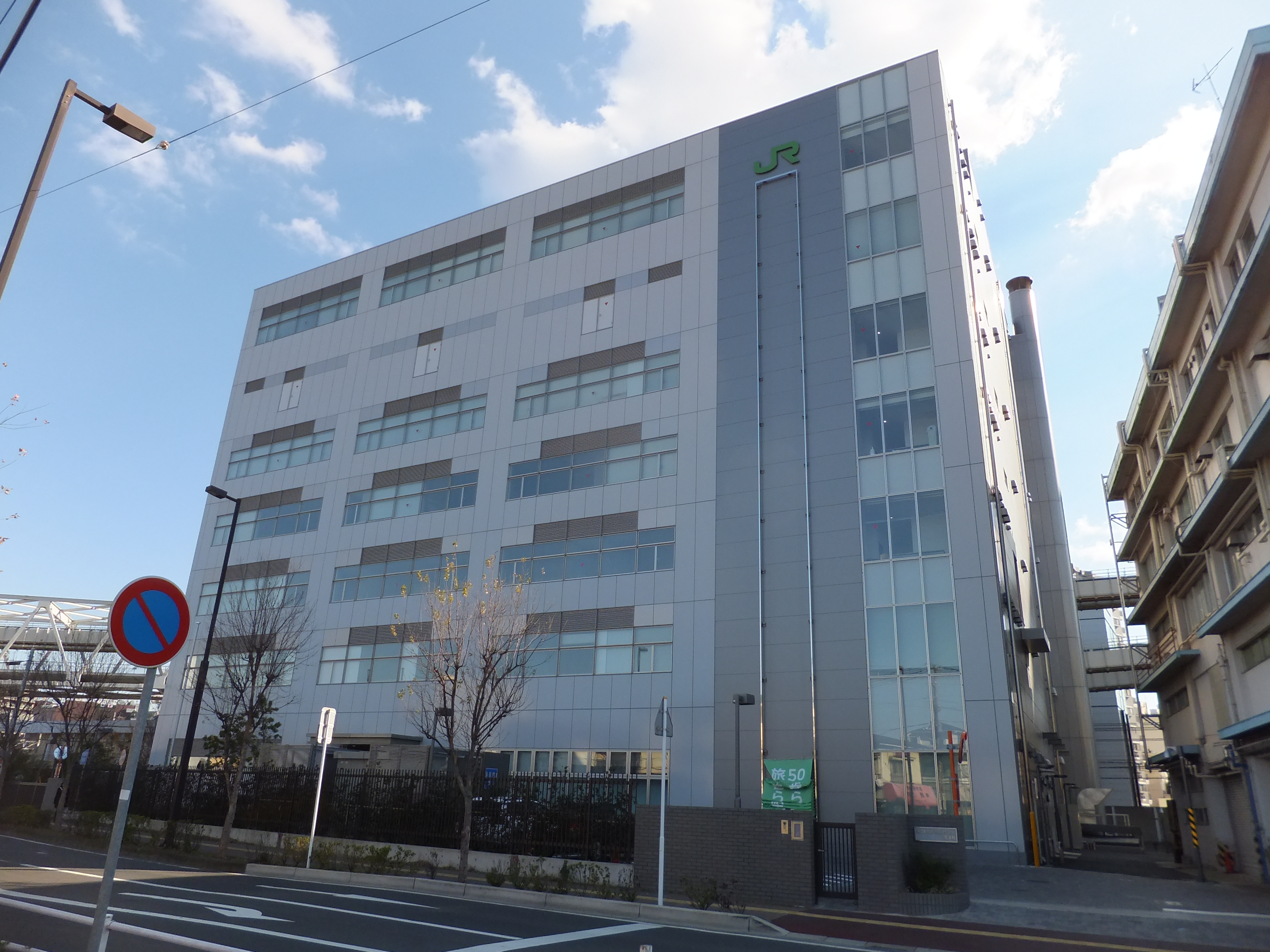
Bâtiment de la branche de Chiba

## Historique
- 1950 , 1er Aout - Le département de gestion de Chiba du bureau des chemins de fer de Tokyo est réorganisé et créé sous le nom de "bureau de gestion des chemins de fer de Chiba" .
- 1964 , Septembre - Le bâtiment du Bureau de gestion ferroviaire est achevé[1].
- 1987, 1er Avril - Renommée "East Japan Railway Company Siège des opérations de la région de Tokyo Département des opérations de Chiba" .
- 1988
  - 24 mars  - La ligne Kihara est transférée au Chemin de fer Isumi .
  - 1er avril  - Séparation du quartier général des opérations de la région de Tokyo et création de la "succursale de Chiba de la East Japan Railway Company" .
  - 1er décembre  - La ligne Keiyō est prolongée jusqu'à la Gare de Shin-Kiba . Au même moment , le service passagers a commencé entre la gare portuaire de Chiba et la gare de Soga, qui était une section réservée uniquement au fret .
- 1990 , 10 mars  - Extension de la ligne Keiyo jusqu'à la gare de Tokyo . Dans le même temps, la gare d'Echujima sur la ligne principale Sobu (ligne secondaire Etchujima) a été rebaptisée gare de fret d'Echujima .
- 1991 , 19 mars - Ouverture de la branche de l'aéroport sur la  ligne Narita.
- 1992
  - 14 mars - La gare de Chibako sur la ligne Keiyo est renommée gare de Chiba-minato.
  - 1er juin - Les girouettes avant des trains à l'est de la gare de Chiba seront dotés d'un code couleur pour distinguer les lignes.
  - Ouverture de la gare du terminal 2 de l'aéroport Narita.
- 1993 , 22 mars - 80 stations de la banlieue de Tokyo de l'époque sont devenues zones non-fumeurs.
- 1998  , 14 mars - Ouverture de la gare Higashi-Matsudo sur la ligne Musashino.
- 2012 , 23 octobre - Nouveau bâtiment de succursale achevé . Un bâtiment commercial appartenant à la  JR East sera construit sur le site evacué d'ici 2027, et le centre civique de Chiba devrait également occuper le site .
- 2020
  - Le 1er novembre , 71 stations de la succursale de Chiba qui n'étaient pas encore complètement non-fumeurs sont devenues complètement non-fumeurs
  - 18 décembre – Fermeture du site Web de la succursale et intégration au site Web du siège social.

## Zone de juridiction
Elle a la juridiction sur la plupart des lignes de la préfecture de Chiba , de l'ancienne région du Kasaï à Tokyo, et de la région de Kashima dans la préfecture d'Ibaraki . Au 31 mars 2021, elle avait compétence sur un total de 592,2 km de lignes conventionnelles et 158 gares (dont la gare du stade de football de Kashima et la gare de fret d'Echujima) . La seule autre succursale directement adjacente est le siège de la zone métropolitaine de Tokyo, la succursale de Mito l'est indirectement via la Ligne Ōarai Kashima du chemin de fer Kashima Rinkai.
- L'ensemble du tronçon de la ligne Jōban dans la préfecture de Chiba et le tronçon Shin-Matsudo-Minami Nagareyama de la ligne Musashino sont sous la juridiction du siège de la zone métropolitaine .
- Ligne principale de Sōbu
  - ligne secondaire Etchujima (embranchement fret uniquement)
  - ligne Shinkin (embranchement fret uniquement)
- Ligne Narita dont branche vers l'Aéroport de Narita ,et la ligne secondaire Abiko (Higashi Abiko - Narita)
- Ligne Kashima
- Ligne Uchibō
- Ligne Kururi
- Ligne Sotobō
- Ligne Tōgane
- Ligne Keiyō (dont les lignes secondaires Takaya et Futamata)
- Ligne Musashino : de la gare de Shin-Yashira à la gare de Nishi-Funabashi

## Frequentation
En 2022, les 20 gares relevant de la juridiction de la succursale de Chiba qui accueillaient en moyenne le plus grand nombre de passagers par jour sont les suivantes :
| Rang | Nom de la station | passagers | Rang | Nom de la station | passagers |
| ---- | ----------------- | --------- | ---- | ----------------- | --------- |
| 1    | Nishi-Funabashi   | 119,941   | 11   | Kaihin-Makuhari   | 52,058    |
| 2    | Funabashi         | 119,230   | 12   | Motoyawata        | 51,805    |
| 3    | Chiba             | 94,864    | 13   | Kameido           | 49,618    |
| 4    | Kinshichō         | 87,590    | 14   | Shin-Urayasu      | 47,382    |
| 5    | Tsudanuma         | 85,072    | 15   | Asakusabashi      | 44,804    |
| 6    | Shin-Koiwa        | 66,535    | 16   | Inage             | 43,078    |
| 7    | Maihama           | 63,906    | 17   | Ryōgoku           | 31,301    |
| 8    | Shin -Kiba        | 60,442    | 18   | Soga              | 29,462    |
| 9    | Koiwa             | 55,563    | 19   | Hirai             | 28,656    |
| 10   | Ichikawa          | 52,412    | 20   | Makuhari-Hongō    | 24,874    |

## Spécificité des trains
Pour les particularités des trains relevant de la juridiction de la succursale de Chiba, les trains express limités sont
- Un héritage de l' ancien horaire des trains express de la JNR
- Les gares qui servent de centres touristiqueset/ou commerciaux sont dispersées
- Il n'y a pas de gares à grande échelle notables le long des lignes (en particulier les lignes Boso)

Pour cette raison, les arrêts des services semi directs sont nombreux.
Ces dernières années en particulier, les trains ont eu tendance à s'arrêter dans davantage de gares dans la zone de déplacement de Tokyo, profitant de la demande de déplacements domicile-travail ou scolaire.
D'autre part, les trains rapides ne s'arrêtaient autrefois que dans les gares principales, les gares de correspondances ou les gares centrales des grandes agglomérations, mais depuis le début des années 2000, ils s'arrêtent dans plus de gares de moindre importance dans l'ouest du reseau. De fait ,il y a moins de gares à l’est de Chiba par lesquelles passent les trains rapides, en particulier, si la ligne est directement reliée à la ligne Narita ou à la ligne Uchibo ( la première uniquement à la gare de Higashi-Chiba , et la seconde uniquement à la gare d'Iwane ). La raison en est que, le nombre de passagers dans les anciennes gares principales a augmenté en raison du développement autour des gares, mais en même temps de nouvelles gares d'arrêt ont été ajoutées. En supprimant les services directs en les rendant omnibus, nous optimisons simultanément la capacité de transport en fonction de la demande de la ligne et réduisons la détérioration du service.
En revanche, les lignes directement reliées à Tokyo (Sobu Rapid Line, Keiyo Line) et les lignes préfectorales, à l'exception des trains express et rapides limités, sont en principe exploitées séparément et le nombre de connexions directes entre elles est faible. . En conséquence, les passagers sont obligés d'effectuer un transfert dans des gares de correspondance ou d'importance telles que la gare de Soga ou la gare de Chiba.